# Emorya rinconensis
Emorya rinconensis là một loài thực vật có hoa trong họ Huyền sâm. Loài này được Mayfield mô tả khoa học đầu tiên năm 1999.